# Angela Mao
Angela Mao (Taiwan, 20 settembre 1950) è un'attrice e artista marziale taiwanese.

## Biografia
Angela Mao (spesso accreditata anche come Angela Mao Ying o Mao Ying) è stata una delle più celebri attrici di film di arti marziali: eccelleva soprattutto in hapkido, wushu e taekwondo, ed era soprannominata dai suoi fan Lady Kung Fu.
Ottenne notorietà anche fuori dall'Asia per il suo piccolo ruolo in I 3 dell'operazione Drago, in cui interpretava la sorella del protagonista Bruce Lee. Nella sua carriera ha interpretato oltre 40 film. Il suo nome originale è Mao Fujing. Si è formata in una scuola dell'opera teatrale a Taiwan. È stata cintura nera di Hapkido sotto la guida del maestro Ji Hanzai. Ha lavorato quasi esclusivamente per la Golden Harvest ed è stata diretta soprattutto dal regista Huang Feng.

### Vita privata
Nel 1974 si è sposata con Kelly Lui dando alla luce il primo figlio due anni dopo. Si è ritirata definitivamente dalle scene nel 1992 per potersi dedicare maggiormente alla famiglia.

## Filmografia parziale
- Mani che stritolano regia di Huang Feng (1972)
- Lady Kung Fu regia di Huang Feng (1972)
- I 3 dell'Operazione Drago, regia di Robert Clouse (1973)
- Il braccio violento del Thay-Pan (1978)
- Lo spaccatutto (1978)

## Doppiatrici italiane
- Mirella Pace in Mani che stritolano